# Schweizer Meisterschaften im Skilanglauf 2021
Die Schweizer Meisterschaften im Skilanglauf 2021 fanden am 16. und 17. Januar 2021 und vom 26. bis zum 28. März 2021 in Sedrun statt. Ausgetragen wurden Einzelrennen, Verfolgungsrennen, Distanzrennen, sowie die Sprint- und Teamsprint-Wettbewerbe. Ausrichter war der Club da skis Sedrun.

## Ergebnisse Herren

### Sprint klassisch
| Platz | Name            | Verein             |
| ----- | --------------- | ------------------ |
| 1     | Beda Klee       | Speer Ebnat-Kappel |
| 2     | Jovian Hediger  | SC Bex             |
| 3     | Dario Cologna   | Val Müstair        |
| 4     | Erwan Käser     | Gardes-Frontière   |
| 5     | Ueli Schnider   | Gardes-Frontière   |
| 6     | Candide Pralong | Val Ferret         |
| 7     | Cyril Fähndrich | SC Horw            |
| 8     | Cédric Steiner  | SC Davos           |

Datum: 26. März

Es waren 107 Läufer am Start. Das Rennen der U20 gewann Nicola Wigger.

### 15 km Freistil Einzel
| Platz | Name               | Verein           | Zeit (min) |
| ----- | ------------------ | ---------------- | ---------- |
| 1     | Jason Rüesch       | SC Davos         | 36:30,8    |
| 2     | Dajan Danuser      | SC Vättis        | 36:44,0    |
| 3     | Livio Bieler       | Gardes-Frontière | 37:16,0    |
| 4     | Valerio Grond      | SC Davos         | 37:26,2    |
| 5     | Marino Capelli     | SC Davos         | 37:30,6    |
| 5     | Cédric Steiner     | SC Davos         | 37:30,6    |
| 7     | Ilja Tschernoussow | Bual Lantsch     | 37:50,9    |
| 8     | Erwan Käser        | Gardes-Frontière | 37:59,4    |
| 9     | Marius Danuser     | Vättis           | 38:01,7    |
| 10    | Simon Perruche     | Frankreich       | 38:20,5    |

Datum: 16. Januar

Es waren 45 Läufer am Start. Das Rennen der U20 über 10 km mit 59 Teilnehmern gewann Antonin Savary.

### 15 km Verfolgung klassisch
| Platz | Name                | Verein             | Zeit (std) |
| ----- | ------------------- | ------------------ | ---------- |
| 1     | Livio Bieler        | Gardes-Frontière   | 1:20:47,5  |
| 2     | Cédric Steiner      | SC Davos           | 1:21:27,1  |
| 3     | Marino Capelli      | SC Davos           | 1:21:29,6  |
| 4     | Erwan Käser         | Gardes-Frontière   | 1:21:40,2  |
| 5     | Ilja Tschernoussow  | Bual Lantsch       | 1:21:57,7  |
| 6     | Cyril Fähndrich     | SC Horw            | 1:22:31,1  |
| 7     | Marius Danuser      | SC Vättis          | 1:22:47,8  |
| 8     | Simon Perruche      | Frankreich         | 1:23:06,2  |
| 9     | Roman Schaad        | Drusberg           | 1:24:10,4  |
| 10    | Gian Flurin Pfäffli | Bernina Pontresina | 1:24:10,5  |

Datum: 17. Januar

Es waren 40 Läufer am Start. Das Rennen der U20 mit 55 Teilnehmern gewann Antonin Savara.

### 50 km klassisch Massenstart
| Platz | Name            | Verein             | Zeit (std) |
| ----- | --------------- | ------------------ | ---------- |
| 1     | Dario Cologna   | Val Müstair        | 2:09:43,4  |
| 2     | Jason Rüesch    | SC Davos           | 2:10:40,9  |
| 3     | Jonas Dobler    | Deutschland        | 2:10:41,8  |
| 4     | Cédric Steiner  | SC Davos           | 2:10:42,8  |
| 5     | Jonas Baumann   | SC Tambo Splügen   | 2:10:42,9  |
| 6     | Janosch Brugger | Deutschland        | 2:10:44,3  |
| 7     | Candide Pralong | Val Ferret         | 2:10:45,5  |
| 8     | Ueli Schnider   | Gardes-Frontière   | 2:10:46,7  |
| 9     | Beda Klee       | Speer Ebnat-Kappel | 2:10:47,3  |
| 10    | Friedrich Moch  | Deutschland        | 2:12:27,4  |

Datum: 27. März

Es waren 50 Läufer am Start. Ausländische Teilnehmer erhielten keine Medaillen. Das Rennen der U20 über 30 km mit 18 Teilnehmern gewann Nicola Wigger.

### Teamsprint Freistil
| Platz | Team                                               | Zeit (min) |
| ----- | -------------------------------------------------- | ---------- |
| 1     | Gardes-FrontièreUeli Schnider Erwan Käser          | 15:40,5    |
| 2     | SC VättisDajan Danuser Marius Danuser              | 15:46,4    |
| 3     | Beckenried-KlewenalpAndrin Näpflin Avelino Näpflin | 15:51,0    |
| 4     | SC DavosJason Rüesch Cédric Steiner                | 15:51,1    |
| 5     | Ebnat-KappelJan Fässler Beda Klee                  | 15:57,3    |
| 6     | Alpina St. MoritzCurdin Räz Livio Matossi          | 15:59,5    |
| 7     | SC DavosMarino Capelli Florian Guler               | 16:02,8    |
| 8     | Schwendi-LangisRamon Riebli Janik Riebli           | 16:12,9    |

Datum: 28. März

Es waren 10 Teams am Start.

## Ergebnisse Frauen

### Sprint klassisch
| Platz | Name                   | Verein      |
| ----- | ---------------------- | ----------- |
| 1     | Laurien van der Graaff | TG Hütten   |
| 2     | Pia Fink               | Deutschland |
| 3     | Sofie Krehl            | Deutschland |
| 4     | Anne Winkler           | Deutschland |
| 5     | Nadine Fähndrich       | SC Horw     |
| 6     | Laura Gimmler          | Deutschland |
| 7     | Désirée Steiner        | SC Davos    |
| 8     | Alina Meier            | SC Davos    |

Datum: 26. März

Es waren 58 Läuferinnen am Start. Ausländische Teilnehmerinnen erhielten keine Medaillen. Siegerin bei der U20 wurde Anja Weber.

### 5 km Freistil Einzel
| Platz | Name             | Verein            | Zeit (min) |
| ----- | ---------------- | ----------------- | ---------- |
| 1     | Alina Meier      | SC Davos          | 14:34,6    |
| 2     | Anja Weber       | SC Am Bachtel     | 14:49,2    |
| 3     | Désirée Steiner  | SC Davos          | 14:57,3    |
| 4     | Lydia Hiernickel | Gardes-Frontière  | 15:00,4    |
| 5     | Nadja Kälin      | Alpina St. Moritz | 15:04,0    |
| 6     | Siri Wigger      | SC Am Bachtel     | 15:09,2    |
| 7     | Seraina Boner    | SAS Bern          | 15:09,9    |
| 8     | Seraina Kaufmann | Rätia Chur        | 15:14,3    |
| 9     | Lea Fischer      | SAS Bern          | 15:20,8    |
| 10    | Ramona Schöpfer  | SC Marbach        | 15:25,1    |

Datum: 16. Januar

Es waren 52 Läuferinnen am Start. Die zweitplatzierte Anja Weber war zugleich Siegerin bei den U20.

### 10 km Verfolgung klassisch
| Platz | Name             | Verein                    | Zeit (min) |
| ----- | ---------------- | ------------------------- | ---------- |
| 1     | Alina Meier      | SC Davos                  | 48:25,1    |
| 2     | Désirée Steiner  | SC Davos                  | 49:33,9    |
| 3     | Nadja Kälin      | Alpina St. Moritz         | 50:05,0    |
| 4     | Lydia Hiernickel | Gardes-Frontière          | 50:08,0    |
| 5     | Siri Wigger      | SC Am Bachtel             | 50:12,6    |
| 6     | Marina Kälin     | Alpina St. Moritz         | 50:44,4    |
| 7     | Giuliana Werro   | Sarsura Zernez            | 50:46,3    |
| 8     | Lea Fischer      | SAS Bern                  | 50:46,4    |
| 9     | Nina Riedener    | Nordic Club Liechtenstein | 50:51,8    |
| 10    | Seraina Boner    | SAS Bern                  | 50:53,2    |

Datum: 17. Januar

Es waren 48 Läuferinnen am Start. Das U20-Rennen mit 31 Teilnehmerinnen gewann Nadja Kälin.

### 30 km klassisch Massenstart
| Platz | Name                   | Verein            | Zeit(std) |
| ----- | ---------------------- | ----------------- | --------- |
| 1     | Laura Gimmler          | Deutschland       | 1:27:04,5 |
| 2     | Nadine Fähndrich       | SC Horw           | 1:28:34,4 |
| 3     | Lisa Lohmann           | Deutschland       | 1:28:47,7 |
| 4     | Katherine Sauerbrey    | Deutschland       | 1:29:36,4 |
| 5     | Pia Fink               | Deutschland       | 1:29:45,4 |
| 6     | Lydia Hiernickel       | Gardes-Frontière  | 1:30:14,8 |
| 7     | Julia Preussger        | Deutschland       | 1:30:16,5 |
| 8     | Anja Weber             | SC Am Bachtel     | 1:30:39,5 |
| 9     | Nadja Kälin            | Alpina St. Moritz | 1:30:40,1 |
| 10    | Laurien van der Graaff | TG Hütten         | 1:31:22,3 |

Datum: 27. März

Es waren 36 Läuferinnen am Start. Ausländische Teilnehmerinnen erhielten keine Medaillen. Das Rennen der U20 über 15 km mit 24 Teilnehmerinnen gewann Siri Wigger.

### Teamsprint Freistil
| Platz | Team                                        | Zeit (min) |
| ----- | ------------------------------------------- | ---------- |
| 1     | SC am BachtelAnja Weber Siri Wigger         | 14:21,83   |
| 2     | SC DavosDésirée Steiner Alina Meier         | 14:28,82   |
| 3     | Alpina St. MoritzMarina Kälin Nadja Kälin   | 14:36,51   |
| 4     | SC HorwBianca Buholzer Nadine Fähndrich     | 14:38,13   |
| 5     | SAS BernSeraina Boner Lea Fischer           | 14:51,99   |
| 6     | Sarsura ZernezGiuliana Werro Fabiana Wieser | 15:00,00   |
| 7     | SC MarbachRamona Schöpfer Selina Haas       | 15:15,15   |
| 8     | RiedernJulia Hauser Malia Elmer             | 15:15,47   |

Datum: 28. März

Es waren 10 Teams am Start.